# Liste der Orte im Kreis Olt

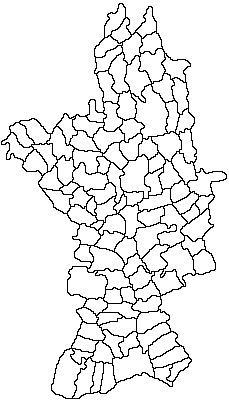
Gemeinden des Kreises Olt

Der Kreis Olt in Rumänien besteht aus offiziell 390 Ortschaften. Davon haben 8 den Status einer Stadt, 104 den einer Gemeinde. Die übrigen sind administrativ den Städten und Gemeinden zugeordnet.

## Städte
| - Balș - Caracal - Corabia | - Drăgănești-Olt - Piatra-Olt - Potcoava | - Scornicești - Slatina |

## Gemeinden
| - Băbiciu - Baldovinești - Bălteni - Bărăști (Gemeindesitz: Bărăștii de Vede) - Bârza - Bobicești - Brâncoveni - Brastavățu - Brebeni - Bucinișu - Călui - Cârlogani - Cezieni - Cilieni - Colonești - Corbu - Coteana - Crâmpoia - Cungrea - Curtișoara - Dăneasa - Deveselu - Dobrețu - Dobrosloveni - Dobroteasa - Dobrun - Drăghiceni - Făgețelu - Fălcoiu - Fărcașele - Găneasa - Gârcov - Găvănești - Ghimpețeni - Giuvărăști | - Gostavățu - Grădinari - Grădinile - Grojdibodu - Gura Padinii - Ianca - Iancu Jianu - Icoana - Ipotești - Izbiceni - Izvoarele - Leleasca - Mărunței - Mihăești - Milcov (Gemeindesitz: Ulmi) - Morunglav - Movileni - Nicolae Titulescu - Obârșia - Oboga - Oporelu - Optași-Măgura (Gemeindesitz: Optași) - Orlea - Osica de Jos - Osica de Sus - Pârșcoveni - Perieți - Pleșoiu - Poboru - Priseaca - Radomirești - Redea - Rotunda - Rusănești - Sâmburești | - Sârbii-Măgura (Gemeindesitz: Vitănești) - Scărișoara - Schitu - Seaca - Șerbănești - Slătioara - Șopârlița - Spineni - Sprâncenata - Ștefan cel Mare - Stoenești - Stoicănești - Strejești - Studina - Tătulești - Teslui - Tia Mare - Topana - Traian - Tufeni - Urzica - Vădastra - Vădăstrița - Vâlcele - Valea Mare - Văleni - Verguleasa - Vișina Nouă - Vișina - Vitomirești - Vlădila - Voineasa - Vulpeni - Vulturești |

## A
| - Afumați - Albești - Alimănești | - Alunișu - Arcești-Cot | - Arcești - Arvăteasca |

## B
| - Bacea - Bâgești - Bălănești - Băleasa - Bălțați - Bărăști (Colonești) - Bărăști (Morunglav) - Bărăștii de Cepturi - Bărăștii de Vede - Bărbălăi - Bârca - Bărcănești - Bârseștii de Sus | - Barza - Bătăreni - Batia - Bechet - Beculești - Belgun - Beria de Jos - Beria de Sus - Berindei - Bircii - Bistrița Nouă - Blaj - Bobu | - Bondrea - Boroești - Braneț - Broșteni - Bucinișu Mic - Buicești - Bulimanu - Burdulești - Bușca - Buta - Butoi - Buzești |

## C
| - Călinești - Câmpu Mare - Câmpu Părului - Cândelești - Cârstani - Catanele - Căzănești - Cepari - Cepești - Cerbeni - Chelbești - Cherleștii din Deal - Cherleștii Moșteni - Chilia - Chilii - Chintești | - Chițeasca - Ciocănești - Cioflanu - Ciorâca - Cioroiașu - Cioroiu - Cireașov - Ciurești - Cocorăști - Cojgărei - Colibași - Comanca - Comănești - Comani - Comănița | - Constantinești - Corbeni - Corbu (Teslui) - Corlătești - Cornățelu - Coteni - Cotorbești - Crăciunei - Creți - Criva de Jos - Criva de Sus - Crușovu - Cucueți - Curtișoara (Dobrețu) - Cuza Vodă |

## D
| - Dâmburile - Davidești - Dejești - Deleni | - Dienci - Doanca - Doba - Dobriceni | - Dobrotinet - Donești - Dranovățu - Dumitrești |

## E
| - Enoșești |

## F
| - Fărcașu de Jos - Floru | - Frăsinet-Gară - Frăsinetu | - Frunzaru |

## G
| - Ghimpați - Ghimpețenii Noi - Ghioșani - Govora - Grădiștea | - Greci (Osica de Sus) - Greci (Schitu) - Greerești - Gropșani - Grozăvești | - Gruiu - Gubandru - Guești - Gura Căluiu |

## H
| - Horezu | - Hotărani | - Hotaru |

## I
| - Ianca Nouă - Ibănești | - Ionicești - Isaci | - Izvoru |

## J
| - Jieni | - Jitaru |

## L
| - Lăunele - Lăzărești - Leotești | - Liiceni - Linia din Vale | - Lisa - Lunca |

## M
| - Măgura (Perieți) - Măgura (Tătulești) - Malu Roșu - Mamura - Mandra - Mănulești - Mardale - Mărgăritești - Mărgheni | - Mărgineni-Slobozia - Mărunței (Colonești) - Mereni - Mierleștii de Sus - Mierlicești - Miești - Mihăilești-Popești - Milcoveni - Milcovu din Deal | - Milcovu din Vale - Mircești - Mirila - Mogoșești - Momaiu - Morunești - Moșteni - Moțoești |

## N
| - Năvârgeni | - Negreni |

## O
| - Obârșia Nouă - Ociogi - Olari - Oltișoru | - Optășani - Optași - Ordoreanca - Orlea Nouă | - Ostrov - Oteștii de Jos - Oteștii de Sus |

## P
| - Peretu - Pescărești - Pestra - Petculești - Piatra - Pielcani - Pietriș - Pietrișu - Piscani | - Plăviceanca - Plăviceni - Plopșorelu - Poganu - Poiana - Poiana Mare - Popești (Bărăști) - Popești (Văleni) | - Potcoava-Fălcoeni - Potelu - Potlogeni - Potopinu - Preotești - Prisaca - Proaspeți - Profa |

## R
| - Racovița - Rădești - Raițiu - Recea - Redișoara | - Reșca - Reșcuța - Româna - Roșienii Mari - Roșienii Mici | - Rudari - Runcu Mare - Rusăneștii de Sus - Rusciori |

## S
| - Salcia - Săltănești - Satu Nou (Grădinari) - Satu Nou (Orlea) - Schitu Deleni - Schitu din Deal - Schitu din Vale - Scorbura - Seaca (Poboru) | - Șerbăneștii de Sus - Simniceni - Sinești - Slăveni - Spătaru - Stănuleasa (Sâmburești) - Stănuleasa (Vitomirești) - Stăvaru | - Stejaru - Stoborăști - Strejești - Strugurelu - Studinița - Stupina - Șuica - Surpeni |

## T
| - Tabaci - Tabonu - Teiș - Teiuș - Teiușu | - Tirișneag - Tomeni - Tonești (Leleasca) - Tonești (Sâmburești) - Trepteni | - Trufinești - Tudor Vladimirescu - Tufaru - Turia |

## U
| - Ulmet - Ulmi - Ungureni | - Uria - Ursa | - Urși - Ursoaia |

## V
| - Vâlcelele de Sus - Valea Fetei - Valea lui Alb - Valea Merilor - Valea Satului - Valea Soarelui | - Văleni (Brâncoveni) - Vânești - Vârtopu - Vineți - Vitănești | - Vlădila Nouă - Vlăduleni - Vlaici - Vlăngărești - Vulpești |

## Z
| - Zănoaga | - Zorleasca |